# Quai Ouest
 (décembre 2018).
Si vous disposez d'ouvrages ou d'articles de référence ou si vous connaissez des sites web de qualité traitant du thème abordé ici, merci de compléter l'article en donnant les références utiles à sa vérifiabilité et en les liant à la section « Notes et références ».
Quai Ouest est une pièce de théâtre écrite par Bernard-Marie Koltès.
En 1979, le nouvel administrateur de la Comédie Française, Jacques Toja, passe une commande auprès de Koltès. Koltès refuse de la faire jouer au Théâtre Français après le départ de Jacques Toja, et la création se fait au théâtre des Amandiers en 1986. 

## Distribution à la création,1986
- Isaach de Bankolé : Abad
- Maria Casarès : Cécile
- Jean-Philippe Ecoffey : Charles
- Hammou Graïa : Fak
- Marion Grimault : Claire
- Catherine Hiegel : Monique
- Jean-Paul Roussillon : Koch
- Jean-Marc Thibault : Rodolfe

- Mise en scène : Patrice Chéreau
- Scénographie : Richard Peduzzi
- Costumes : Caroline de Vivaise
- Lumières : Daniel Delannoy
- Son : Philippe Cachia

- Théâtre Nanterre-Amandiers du 24 avril 1986 au 29 juin 1986

## Adaptations
Le compositeur Régis Campo a composé son second opéra  Quai Ouest (2013-2014) d'après la pièce homonyme. L'œuvre est créée le 27 septembre 2014 à l'Opéra national du Rhin dans une mise en scène de Kristian Frédric durant le festival Musica à Strasbourg puis reprise durant la saison 2014-2015 en langue allemande au Théâtre national de Nuremberg (Staatstheater Nürnberg). Le livret en trente séquences est une adaptation de Kristian Frédric et Florence Doublet. Carolyn Sittig a écrit l'adaptation allemande du livret d'après la traduction de Simon Werle. L'opéra est édité par les éditions Henry Lemoine. Régis Campo a été nommé en 2015 aux Victoires de la musique classique dans la catégorie « compositeur de l'année » pour cet opéra.

## Édition
Bernard-Marie Koltès, Quai Ouest, Paris, Éditions de Paris, 1985, 128 p. (ISBN 9782707321961)